# Lightweight-Interactive-Multimedia-Environment
Lightweight Interactive Multimedia Environment　(略称ＬＩＭＥ（ライム）は、ITU （国際電気通信連合）の ITU-T　勧告 H.762によって規定されているIPTVのインタラクティブコンテンツ作成用の世界標準規格である。マルチメディア記述言語として、IPTV-GSIにおいて議論され標準化された。
具体的には、W3CのXHTML 1.0を基に一部拡張した「LIME-HTML」プロファイル、スタイルシート規格のCSS1／CSS2を基にした「LIME-CSS」プロファイル、ドキュメントオブジェクトモデル（DOM）の「LIME-DOM」プロファイル、IPTVサービス用に拡張した「ECMAScript」のサブセットである
スクリプト言語の「LIME-Script」が記載されている。

## 背景
LIMEは日本のIPTVサービス用標準ミドルウェアとしてIPTVフォーラムIPTVフォーラムが策定した「IPTV用BML」が基になっている。　これは、さらに日本のデジタル放送で使用されテレビ受信機上で2000年から運用されているＩＳＤＢ方式(ARIB方式）のミドルウェアである、ARIB-STD-B24関連仕様、およびそこで規定されているXHTMLに基づいたコンテンツ記述言語「BML（Broadcast Markup Language）」のIPTVへの拡張として策定された。そのため、テレビと言うっ組み込み系環境で使えるIP常時接続環境用のアプリケーション環境となっている。　また、もともとのBMLが放送の映像ストリームを取得・表示するために策定されたため、IPマルチキャストとVODの両方がLIMEではサポートされている。
「IPTV用BML」が日本からの提案としてITU-TのIPTV-GSIで議論され、参加各国からの意見を取り入れながら、IPTVの国際標準として2009年に勧告化されたのがLIMEである。

## LIME文書の特徴

### LIMEヘッダー
LIMEは、その歴史的経緯から、現在のバージョンはIPTVフォーラム準拠のヘッダーを使用することになっている。
以下がその形式である。
```
<?bml bml-version="100" ?>

```

### LIME-HTML
LIMEは、HTMLをベースに作成されているので、文法的にはHTMLと非常に似通っている。　下は簡単なサンプルである。
```
<?bml bml-version="100" ?>

<!doctype html>

<
html
 
>

<
head
>

	
<
title
>
Greetings
</
title
>

</
head
>

<
body
>

	
<
p
 
style
=
"top:100px;left:100px;width:260px;height:72px;color-index:7;"
>
Hello, world!!!
</
p
>

	
</
body
>

</
html
>

```

LIME-HTMLの特徴として、
- HTMLの構造タグ (<head>,<style>,<script>,<body>) と少数の要素 (p,div,object, input)のみを用いる。
- 全ての要素は、表示のためには、style属性を定義する必要。

という点があげられる。

### LIME-CSS
LIME文書で使用されるCSSはLIME-CSSと言われる。これは、W3CのCSSの内、TVに必要なものだけを選択し制限されたスタイル属性と言える。
一般のCSSと同様、以下の３つの仕方でスタイルを指定することが可能である。
- ＣＳＳファイルでの使用；
- <style>要素内での使用；
- <p> や <div>などのstyle属性として定義

また、ＴＶ端末用の拡張に以下のようなものがある。
- リモコンのフォーカスを制御する nav-up（↑ボタン）, nav-right（→ボタン）, などの属性
- 解像度を指定する“resolution”
- リモコンの使用キーを指定するused-key-list”
- 色を色名ではなく color-index の値の自然数で指定。メモリー消費とともに冗長性を軽減

### LIME-Script (Javascript)
LIME-scriptは、Javascript1.1を基にプロファイルされている。これは、相互運用性とテレビという非常に制限の強い、組み込み系端末に実装するために採用された。
また、テレビ端末で不必要であるか重要ではない組み込みオブジェクトは、プロファイルから削除されている。
端末の安定性と安全性を向上させメモリー消費を抑えるため本当に必要最小限のメソッドだけをプロファイルしている。
しかし、普通のJavascriptと同様、外部ファイルに置いて参照可能であり、（ライブラリー化可能）テレビ上で、簡単なインタラクティブを実現するのに十分な機能であり、またＩＰ通信により、AJAXに似た機能などより高度なアプリを作成する可能性もある。

## 注
1. ↑  Ecmascriptはサブセットを許していないので、厳密には、これはJavascriptのサブセットである。
2. ↑  そのようなアプリケーションの例がITU-TのApplication Challengeでは多用されている。

## 文献
- Matsubara, Fernando; Kawamori, Masahito (March 2011). Lightweight interactive multimedia environment for TV, IEEE Transactions on Consumer Electronics. IEEE. p. xxx